# NASCAR 99
NASCAR 99 es un videojuego simulador de carreras desarrollado por Stormfront Studios y publicado por EA Sports. Fue lanzado para Nintendo 64 el 11 de septiembre de 1998, y para PlayStation el 29 de septiembre. NASCAR 99 es la segunda entrega de la serie EA Sports NASCAR.

## Características
NASCAR 99 es el segundo juego relacionado con la serie NASCAR de EA Sports. El juego cuenta con treinta y uno de los pilotos de la NASCAR Winston Cup Series de 1998 y seis pilotos legendarios. El juego también incluye diecisiete Pistas de carreras de NASCAR diferentes, incluyendo Atlanta Motor Speedway, Sears Point y Michigan International Speedway. Además, el juego incluye instrucciones de un jefe de equipo, como cuándo hacer una parada en boxes o cuándo hay autos alrededor del jugador.

## Recepción
Next Generation revisó la versión del juego para PlayStation, calificándola con cuatro estrellas de cinco, y afirmó que "al final, NASCAR 99 no va para ganar a los conversos de "GT, pero seguramente complacerá a aquellos que buscan un buen desafío de autos stock. Si bien no es una gran mejora con respecto a NASCAR 98, es un juego mejor y lo convierte en un juego digno. actualice aunque solo sea por el soporte de Dual Shock".
El juego fue elogiado por su autenticidad, aunque los críticos sintieron que los gráficos y los efectos de sonido no mejoraron con respecto al juego anterior, NASCAR 98. Además, los críticos afirmaron que el jugador se "cansaría" del juego si fuera un "fanático de los juegos de carreras".